# Les Solanes (Castellcir)

Les Solanes, respecte del terme de Castellcir

Les Solanes és una masia del terme municipal de Castellcir, al Moianès.
Està situada a l'extrem nord-est del terme, prop del límit amb Sant Quirze Safaja i amb Sant Martí de Centelles. És en el vessant meridional del Serrat Rodó, a la dreta del torrent del Bosc, a ponent de la Serra de Barnils i a llevant de la Serra de Roca-sitjana. Just al seu costat de ponent hi ha els Camps de les Solanes, i a sota i al sud-est, la Font de les Solanes.
Es tracta de l'antiga Casanova de les Solanes, documentada des del 1750.